# Rassemblement populaire pour le progrès
Le Rassemblement populaire pour le progrès (RPP) est un parti politique djiboutien.

## Historique
Le RPP est fondé par Hassan Gouled Aptidon en mars 1979 ou mars 1977.
Peu après l'indépendance de Djibouti, les autres partis sont interdits en 1980 et le RPP devient le parti unique.
En 1992, lors de la révolte armée menée par le Front pour la restauration de l’unité et la démocratie  (FRUD), un relatif multipartisme est instauré avec un maximum de quatre partis autorisés. Aux élections législatives qui suivent en décembre 1992, boycottées par l'opposition, le RPP obtient 72 % des suffrages (30 % des inscrits) et 100 % des sièges. Un seul autre parti est alors autorisé, le Parti du renouveau démocratique (PRD).
Aux élections législatives de 1997, la coalition composée du RPP et d'une partie du FRUD obtient 78 % des suffrages et 100 % des sièges (54 pour le RPP, 11 pour le FRUD).
Depuis 1999, le dirigeant du RPP est Ismail Omar Guelleh, président de la république de Djibouti.